# Limnophila australis
Limnophila australis är en grobladsväxtart som beskrevs av B.S. Wannan och J.T. Waterhouse. Limnophila australis ingår i släktet Limnophila och familjen grobladsväxter. Inga underarter finns listade i Catalogue of Life.